# Scholten (geslacht)
Scholten (ook: Scholten van Oud-Haarlem, Scholten van Aschat, Van Wesele Scholten en ook: Fannius Scholten) is  een Nederlands geslacht waarvan een lid in de Nederlandse adel werd opgenomen.

## Geschiedenis
De stamreeks begint met Burchard Schulten, tot Schulzenborg, geboren [1459]. Zijn kleinzoon was Michaël Schulte, [tot Schulzenborg], geboren omstreeks 1532, linnenwever te Osnabrück, raadsheer voor toezicht op de “Legge” (= linnenhandel) 1593-1599, overleden kort vóór 8 mei 1599. Diens kleinzoon Borchart Scholten (1614-1678) was handelaar en reder op overzeese gebieden en lijnslager te Amsterdam in 1640 waarmee hij de stamvader van de Nederlandse tak werd. Diens kleinzoon, Jan Agges Scholten (1690-1772) bewindhebber van de O.I.C., werd (door koop) heer van Aschat (in Eemland) en de Heiligenberg, waarmee de grond gelegd werd voor de tak Scholten van Aschat. Zijn zoon, mr. Christian Scholten (1722-1799), werd naast heer van Aschat ook vrijheer van Oud-Haarlem (bij Heemskerk), als weduwnaar van zijn vrouw Johanna Catharina van Wesele (1733-1783), vrijvrouwe van Oud-Haarlem en dochter van mr. Anthony, vrijheer van Oud-Haarlem, heer van Kortenbosch (Haagambacht) en Cornelia Fannius, vrijvrouwe van Oud-Haarlem, waarmee de grond gelegd werd voor de takken Scholten van Oud-Haarlem, Van Wesele Scholten en Fannius Scholten.
De familie bracht verscheidene bestuurders, juristen, militairen en vanaf eind van de 20e eeuw ook toneelspelers voort. De familie werd in 1911 voor het eerst opgenomen in het genealogische naslagwerk Nederland's Patriciaat.

## Bekende telgen
Jan Agges Scholten (1690-1772), heer van Aschat en de Heiligenberg 1718-1740, bewindhebber van de O.I.C.
- mr. Christian Scholten (1722-1799)[2], heer van Aschat en Oud-Haarlem; trouwde in 1750 met Johanna Catharina van Wesele (1733-1783), vrijvrouwe van Oud-Haarlem en dochter van mr. Anthony, vrijheer van Oud-Haarlem, heer van Kortenbosch (Haagambacht) en Cornelia Fannius, vrijvrouwe van Oud-Haarlem
  - mr. Willem Scholten van Oud-Haarlem (1751-1816), Raadsheer Hoge Raad van Holland 1780-1795, raadsheer Hof van Holland 1802, president rechtbank van Eerste Aanleg te Amsterdam, stamvader van de tak Scholten van Oud-Haarlem die met zijn kleindochter in 1913 uitstierf.
    - mr. Christian Jacobus Scholten van Oud-Haarlem (1794-1849), raadsheer Hooggerechtshof, president beide Hoge Gerechtshoven van Ned.-Indië, staatsraad i.b.d.

  - Jan Petrus Scholten van Aschat (1754-1816), bewindhebber O.-I.C., stamvader van de tak Scholten van Aschat
    - Christian Jan Burchard Scholten van Aschat (1787-1864), heer van Aschat
    - mr. Willem Joan Charles Scholten van Aschat (1792-1863), heer van Aschat
      - Victor Elisa Philip Menno Scholten van Aschat (1821-1890)
        - Margaretha Christina Agatha Johanna Scholten van Aschat (1857-1929); trouwde in 1884 met Pierre Guillaume Louis baron Quarles de Quarles (1853-1917), kolonel
        - Cornelie Henriette Lydie Victoire Louise Scholten van Aschat (1858-1913); trouwde in 1892 met Aimery Raymond Philippe Victor baron de Girard de Mielet van Coehoorn (1854-1926), burgemeester van Made en Drimmelen
        - Karel Willem Fanniua Scholten van Aschat (1860-1928)
          - Menno Victor Elisa Philip Scholten van Aschat (1891-1974)
            - mr. Karel Willem Fannius Scholten van Aschat (1923-2013), bankier
              - Gijsbert Jan Abraham Scholten van Aschat (1959), acteur
                - Reinout Scholten van Aschat (1989), acteur

          - Louise Frédérique Julie Wilhelmine Scholten van Aschat (1892-1980); trouwde in 1917 met Jan Carel van Wessem (1891-1971), directeur N.V. Houthandel v/h Van Wessem & Co. te Zaandam
            - Theodora Louise (Dora) van Wessem (1925-2010); trouwde in 1954 met Cees de Jong (1919-2003), verzetsstrijder en werkzaam bij een verzekeringsmaatschappij

      - Willem Jacob Scholten van Aschat (1831-1886), schout-bij-nacht, Ridder Militaire Willems-Orde

    - Cornelia Dorothea Adeiheid Scholten van Aschat (1793-1836); trouwt 1823 Burchard Jean Elias (1799-1871), onder andere gouverneur van Suriname
    - Lidie Henriette Scholten van Aschat (1800-1886); trouwt 1837 Burchard Jean Elias (1799-1871), weduwnaar van haar zus

  - mr. Benjamin Petrus van Wesele Scholten (1762-1829), president Hooggerechtshof te ‘s-Gravenhage, stamvader van de tak Van Wesele Scholten die in 1924 met een van zijn drie kinderen uitstierf.
  - jhr. mr. Cornelis Anthony Fannius Scholten (1767-1832), commissaris-generaal Algemeen Bestuur te Amsterdam 1813, president College van Raden en Rekenmeesters der Domeinen 1813, staatsraad i.b.d., verheven in de Nederlandse adel bij KB van 16 september 1815. Hij trouwde tweemaal, uit welke huwelijken geen kinderen werden geboren zodat de adellijke tak Fannius Scholten met hem uitstierf.